# Florida Central Railroad (нынешняя)
Florida Central Railroad (учётная марка FCEN) — американская железная дорога созданная в 1986 году. Находится в подчинении Pinsly Railroad Company. Обменным пунктом между Florida Central Railroad и CSX Transportation является Орландо. Базовая грузовая железнодорожная станция и штаб-квартира дороги находятся на невключённой территории Плимут (Orange County, FL).
21 ноября 1986 года дорога получила в аренду от CSX Transportation следующие линии:
- верстовой столб ASD-821.69 в Таварес до ASD-818.15 в Юстис Umatilla Subdivision
- верстовой столб ATA-786.39 в Таварес до ATA-797.4 в Сорренто Umatilla Subdivision
- верстовой столб ST-797.5 в Таварес до ST-806.3 в Toronto Orlando Subdivision
- верстовой столб AT-785.0 в Форест-Сити до верстового столба AT-799.43 в Уинтер-Гарден Groveland Subdivision and DR Subdivision (the short track south from downtown Окои)

- верстовой столб AT-799.43 в Уинтер-Гарден до valuation station 1501+24 in the lead to «Diamond R Fertilizer» (east of the Hennis Road crossing on the line north of Plant Street) Groveland Subdivision?

- верстовой столб ASD-818.15 в Юстис до верстового столба ASD-815.66 Umatilla Subdivision
- верстовой столб ASC-815.82 до верстового столба 819.05 в Юматилла Umatilla Subdivision

Это дало в распоряжение дороги железнодорожные линии идущие от Торонто на северо-восток к Форест-Сити, на северо-запад на Таварес, где линия расходится на Сорренто и Юматилла, и на юго-запад Уинтер-Гарден, плюс линия к северо-востоку от Уинтер-Гарден к Diamond R Fertilizer.